# Stadio dei Fiori
Lo Stadio dei Fiori - Roberto Anzolin è lo stadio che ospita le partite interne del Valdagno, in Prima Categoria.

## Storia
È stato teatro degli incontri casalinghi del Marzotto Valdagno in Serie B. Dal 2012 al 2014, ha ospitato le gare interne del Trissino-Valdagno, in Serie D. Dal 2014 al 2017 ha ospitato l'AltoVicentino sempre in Serie D. Dalla stagione 2017-2018 ospita le gare del rinato Valdagno, per una stagione denominato ValdagnoVicenza.
Da domenica 21 aprile 2024 alla storica denominazione "Stadio dei Fiori" si è affiancata l'intitolazione a Roberto Anzolin, il più celebre tra i calciatori valdagnesi del Novecento, di ruolo portiere.

## Struttura
L'impianto è dotato di due tribune coperte. A fianco del campo di gioco principale in erba naturale, è presente un più ridotto campo di allenamento in sabbia, il cosiddetto  antistadio.

## Capienza dei settori dello stadio
- Tribuna centrale coperta est: 3000 posti (chiusa al pubblico)
- Tribuna centrale coperta ovest: 3000 posti
- Capienza totale: 6000 posti